# يوليوس فون شتاودنغر
يوليوس فون شتاودنغر (بالألمانية: Julius von Staudinger)‏ (و. 1836 – 1902 م) هو قاضي ألماني، ولد في آنسباخ، توفي في ميونخ، عن عمر يناهز 66 عاماً.